# Giovanni Berchmans
Giovanni (Jan) Berchmans (Diest, 12 marzo 1599 – Roma, 13 agosto 1621) è stato un gesuita fiammingo.
Nel 1888 è stato proclamato santo da papa Leone XIII ed è, con i santi Luigi Gonzaga e Stanislao Kostka, patrono della gioventù studentesca.

## Biografia
Primo dei cinque figli di un calzolaio, a causa di una grave malattia che aveva colpito la madre venne affidato alle cure di due zie e poi di un sacerdote. Fu contrastato dal padre che, dopo la morte della sua sposa, fu ordinato lui stesso sacerdote. Lavorando come domestico presso un canonico della cattedrale di Malines riuscì a permettersi di studiare presso il collegio gesuita di quella città.
Completati gli studi, intenzionato a diventare sacerdote, il 24 settembre 1618 emise la prima professione religiosa divenendo novizio gesuita e nel 1619 si trasferì a Roma per completare gli studi filosofici presso il Collegio Romano (l'attuale pontificia Università Gregoriana) dove, ammalatosi, morì solo due anni dopo, il 13 agosto 1621: il suo corpo è sepolto nella chiesa romana di sant'Ignazio, nella cappella della SS. Annunziata, e la reliquia del suo cuore venne traslata nella chiesa gesuita di Saint-Michel a Lovanio.

## Il culto
Il suo processo di beatificazione iniziò subito dopo la morte, ma venne interrotto a causa dei problemi del suo Ordine (a metà del XVIII secolo vennero espulsi da numerosi stati europei e vennero soppressi da papa Clemente XIV nel 1773); riprese dopo il 1814, quando papa Pio VII restaurò la Compagnia di Gesù: la canonizzazione di un gesuita senza meriti straordinari significò il riconoscimento ufficiale della "santità" intrinseca della Regola di sant'Ignazio di Loyola e la piena riabilitazione dell'ordine.
Fu beatificato da papa Pio IX il 9 maggio 1865 e canonizzato da papa Leone XIII il 15 gennaio 1888.
Dal papa Pio X fu assegnato come compatrono alla nuova chiesa dell'Immacolata al Quartiere Tiburtino di Roma (marzo 1909), edificata con la beneficenza della stampa belga, offerta nell'anniversario dell'ordinazione sacerdotale del papa e consacrata dal cardinale Mercier di Malines, primate del Belgio. Nella pala dell'altare, dedicato al santo, è raffigurato mentre si dispone ad accogliere il bambino Gesù dalle mani di Maria e "fa voto di propagare la devozione alla Beata Vergine Immacolata".
La memoria liturgica cade il 13 agosto, dies natalis del santo; il calendario liturgico secondo la cosiddetta messa tridentina la posticipa al 26 novembre.